# Fedratinib
 (avril 2024).
Le Fedratinib est vendu sous la marque Inrebic.

## Usage médical
Est un médicament utilisé pour traiter la myélofibrose. Cela comprend la myélofibrose primaire, la myélofibrose post-polycythémie essentielle et la myélofibrose post-thrombocytémie essentielle. Il est utilisé en cas d'hypertrophie de la rate ou d'autres symptômes. Le médicament se prend par voie orale.

## Effets secondaires
Les effets secondaires de ce médicament comprennent la diarrhée, les nausées, un faible taux de globules rouges et un faible taux de plaquettes. D'autres effets secondaires peuvent inclure l'encéphalopathie. C'est un inhibiteur de Janus kinase 2 et de FLT-3.

## Histoire
Le médicament a été approuvé pour un usage médical aux États-Unis en 2019 et en Europe en 2021,. Au Royaume-Uni, un mois de médicaments coûte au NHS environ 6 100 livres sterling à partir de 2021. Ce montant aux États-Unis coûte environ 21 300 dollars américains.